# Friedrich Gustav Schilling

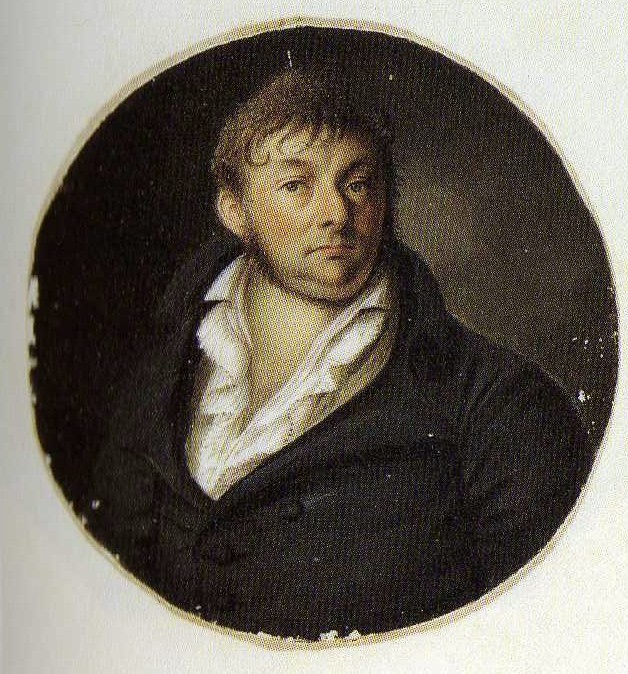
Friedrich Gustav Schilling omkring 1800.

Friedrich Gustav Schilling, född den 25 november 1766 i Dresden, död där den 30 juli 1839, var en tysk författare, som bland annat skrev under pseudonymen Zebedäus Kukuk, der jüngere. Han var far till juristen Bruno Schilling och farfar till skulptören Johannes Schilling.
Schilling var son till en lantjunkare och växte upp på ett gods i närheten av Meissen. Skalden Gottlieb Wilhelm Rabener var hans fadder. Han började som ung en militär karriär, men var vid sidan av den litterärt verksam, till att börja med främst som poet och dramatiker. År 1789 publicerade tre av hans dikter i tidskriften Thalia, efter att han brevväxlat en tid med Friedrich Schiller. Snart gick han dock helt över till att skriva romaner och noveller. År 1810 fick han avsked som kapten. Efter att tidigare ha hört till Napoleons beundrare deltog han senare i en frikår under det tyska befrielsekriget och erhöll järnkorset som belöning. Efter 1814 ägnade han sig uteslutande åt litteraturen. Redan vid sekelskiftet 1800 hörde Schilling, jämte August Friedrich Ernst Langbein, August Lafontaine och Heinrich Clauren till de mest framgångsrika författarna av förströelselitteratur i Tyskland.